# فرنان پوین
فرنان پوین (فرانسوی Fernand Pouillon; ۱۴ مهٔ ۱۹۱۲ – ۲۴ ژوئیهٔ ۱۹۸۶) یک معمار، کارآفرین، و نویسنده اهل فرانسه بود. او طراح ایستگاه راه‌آهن تبریز و به همراه حیدر غیایی، طراح ایستگاه راه‌آهن مشهد می‌باشد.